# Persone di nome Giuseppe/Politici
| Questa pagina contiene informazioni ricavate automaticamente dalle voci biografiche con l'ausilio del template Bio e di un bot. L'aggiornamento è periodico e automatico e ricostruisce completamente la pagina. Se manca una persona in questa lista, sei pregato di non aggiungerla, ma accertati piuttosto che la sua voce biografica contenga il template Bio e che i dati anagrafici siano correttamente compilati. Se il template Bio manca, inseriscilo tu stesso o, in alternativa, metti l'avviso {{tmp\|Bio}} che ne segnala la mancanza. Se i dati riportati sono sbagliati, correggi direttamente la voce biografica; le modifiche saranno visibili in questa lista entro pochi giorni. Per chiarimenti vedi il progetto antroponimi. La lista contiene solo le 553 persone che sono citate nell'enciclopedia e per le quali è stato implementato correttamente il template Bio. Pagina aggiornata al 6 ago 2025. |

Questa è una lista di persone presenti nell'enciclopedia che hanno il nome Giuseppe e sono politici.

## A(38)
- Giuseppe Abbadessa, politico italiano (Francavilla Fontana, n. 1915 - † 1980)
- Giuseppe Abbruzzese, politico italiano (Napoli, n. 1917 - Napoli, † 1981)
- Giuseppe Alasia, politico e prefetto italiano (Torino, n. 1820 - Roma, † 1893)
- Giuseppe Albanese, politico italiano (Siderno Marina, n. 1878 - Napoli, † 1937)
- Giuseppe Alberti, politico italiano (Blera, n. 1902 - Roma, † 1974)
- Giuseppe Albertini, politico italiano (Cento, n. 1952)
- Giuseppe Aleffi, politico italiano (Asmara, n. 1939)
- Giuseppe Alessandrini, politico italiano (Roma, n. 1923 - † 2001)
- Giuseppe Alessi, politico e centenario italiano (San Cataldo, n. 1905 - Palermo, † 2009)
- Giuseppe Giuliano Allegra, politico e avvocato italiano (Briga Novarese, n. 1898 - Novara, † 1956)
- Giuseppe Alliata di Villafranca, politico e imprenditore italiano (Napoli, n. 1784 - Palermo, † 1844)
- Giuseppe Alpino, politico italiano (Bussoleno, n. 1909 - Roma, † 1976)
- Giuseppe Alveti, politico italiano (Paliano, n. 1948)
- Giuseppe Amadei, politico italiano (Guastalla, n. 1919 - Guastalla, † 2020)
- Giuseppe Amarante, politico e sindacalista italiano (Angri, n. 1928 - Salerno, † 2010)
- Giuseppe Amasio, politico italiano (Vado Ligure, n. 1922 - Savona, † 2000)
- Giuseppe Amato, politico italiano (Licata, n. 1941)
- Giuseppe Ameglio, politico italiano (Sanremo, n. 1818 - Voltaggio, † 1881)
- Giuseppe Andreoli, politico italiano (Scalea, n. 1932 - † 2014)
- Giuseppe Angeli, politico e imprenditore italiano (Orsogna, n. 1931 - Roma, † 2016)
- Giuseppe Angelini, politico italiano (Novafeltria, n. 1920 - Pesaro, † 2007)
- Giuseppe Ansaldo, politico italiano (Genova, n. 1807 - Parma, † 1883)
- Giuseppe Antoci, politico italiano (Santo Stefano di Camastra, n. 1968)
- Giuseppe Antonacci, politico italiano (Trani, n. 1810 - Castellammare di Stabia, † 1877)
- Giuseppe Arcaini, politico italiano (Milano, n. 1901 - Lugano, † 1978)
- Giuseppe Arigò, politico e avvocato italiano (San Filippo del Mela, n. 1858 - Messina, † 1908)
- Giuseppe Armosino, politico italiano (Tigliole, n. 1914 - † 1987)
- Bernardo Arnaboldi Gazzaniga, politico italiano (Milano, n. 1847 - Roma, † 1918)
- Giuseppe Arnulfo, politico italiano (Biella, n. 1798 - Biella, † 1867)
- Giuseppe Arzilli, politico sammarinese (Città di San Marino, n. 1941 - San Marino, † 2023)
- Giuseppe Asperti, politico italiano (Milano, n. 1807)
- Giuseppe Asquini, politico italiano (Pordenone, n. 1901 - Roma, † 1987)
- Giuseppe Astone, politico italiano (Raccuja, n. 1933)
- Giuseppe Astore, politico italiano (San Giuliano di Puglia, n. 1942)
- Giuseppe Auddino, politico italiano (Polistena, n. 1971)
- Giuseppe Avellone, politico italiano (Partinico, n. 1932 - † 1996)
- Giuseppe Avolio, politico italiano (Afragola, n. 1924 - Roma, † 2006)
- Giuseppe Ayroldi, politico italiano (Ostuni, n. 1895 - † 1962)

## B(64)
- Giuseppe Babbi, politico e sindacalista italiano (Roncofreddo, n. 1893 - Rimini, † 1969)
- Giuseppe Bacco, politico italiano (Vicenza, n. 1821 - Roma, † 1877)
- Giuseppe Bagnera, politico italiano (Palermo, n. 1898 - Palermo, † 1953)
- Giuseppe Balasso, politico italiano (Thiene, n. 1903 - † 1975)
- Giuseppe Balbo, politico italiano (Alba, n. 1899 - Vicoforte, † 1992)
- Giuseppe Balista, politico italiano (Gries, n. 1901 - † 1977)
- Giuseppe Barbanti Brodano, politico e avvocato italiano (Modena, n. 1853 - Casalecchio di Reno, † 1931)
- Giuseppe Barbera, politico italiano (Gozzano, n. 1925 - Biella, † 1990)
- Giuseppe Bardellini, politico italiano (Ferrara, n. 1892 - Ferrara, † 1981)
- Quirico Filopanti, politico, astronomo e matematico italiano (Budrio, n. 1812 - Bologna, † 1894)
- Giuseppe Bartolomei, politico italiano (Anghiari, n. 1923 - Roma, † 1996)
- Giuseppe Basile, politico e avvocato italiano (San Filippo del Mela, n. 1886 - Roma, † 1977)
- Giuseppe Basini, politico e fisico italiano (Reggio Emilia, n. 1947 - † 2025)
- Giuseppe Basini, politico italiano (Scandiano, n. 1832 - Roma, † 1894)
- Giuseppe Basteris, politico italiano (Bagnasco, n. 1829 - Torino, † 1895)
- Giuseppe Bastianini, politico e diplomatico italiano (Perugia, n. 1899 - Milano, † 1961)
- Giuseppe Battifoglia, politico italiano (Monte Compatri, n. 1900)
- Giuseppe Ercole Bellachioma, politico italiano (Roseto degli Abruzzi, n. 1959)
- Giuseppe Salvatore Bellusci, politico italiano (San Demetrio Corone, n. 1888 - Ferentino, † 1972)
- Giuseppe Bentivogli, politico, sindacalista e partigiano italiano (Molinella, n. 1885 - Bologna, † 1945)
- Giuseppe Elia Benza, politico italiano (Porto Maurizio, n. 1802 - Porto Maurizio, † 1890)
- Giuseppe Beratto, politico italiano (Bonate Sopra, n. 1898 - Milano, † 1967)
- Giuseppe Berio, politico italiano (Genova, n. 1841 - Genova, † 1906)
- Giuseppe Berretta, politico italiano (Catania, n. 1970)
- Giuseppe Berti, politico italiano (Napoli, n. 1901 - Roma, † 1979)
- Giuseppe Berti, politico, docente e antifascista italiano (Mortara, n. 1899 - Piacenza, † 1979)
- Giuseppe Biancani, politico italiano (Alba, n. 1920 - † 1981)
- Giuseppe Biancheri, politico italiano (Ventimiglia, n. 1821 - Torino, † 1908)
- Giuseppe Biancheri, politico italiano (Ventimiglia, n. 1815 - Ventimiglia, † 1878)
- Giuseppe Bicchielli, politico italiano (Napoli, n. 1967)
- Giuseppe Bicocchi, politico italiano (Manciano, n. 1943 - Lucca, † 2008)
- Giuseppe Bocca, politico e avvocato italiano (Asti, n. 1856 - Asti, † 1924)
- Giuseppe Bogoni, politico e antifascista italiano (Zimella, n. 1907 - Roma, † 1982)
- Giuseppe Mario Boidi, politico italiano (Senigallia, n. 1893 - † 1982)
- Giuseppe Boldù, politico italiano (Venezia, n. 1793 - Venezia, † 1837)
- Giuseppe Bolino, politico italiano (Sulmona, n. 1926 - Sulmona, † 1984)
- Giuseppe Bonajuto Paternò Castello, politico italiano (Catania)
- Giuseppe Bonfantini, politico italiano (Novara, n. 1877 - Novara, † 1955)
- Giuseppe Bongiorno, politico italiano (Palermo, n. 1950)
- Giuseppe Borgnini, politico italiano (Asti, n. 1824 - Tigliole, † 1911)
- Giuseppe Borrelli, politico italiano (Guardiagrele, n. 1910 - † 1968)
- Giuseppe Borsani, politico e ingegnere italiano (Abbiategrasso, n. 1850 - Ghiffa, † 1906)
- Giuseppe Borselli, politico italiano (Cento, n. 1809 - Bondeno, † 1892)
- Giuseppe Borzi, politico italiano (Zagarolo, n. 1931 - San Cesareo, † 2009)
- Giuseppe Bosia, politico e prefetto italiano (Asti, n. 1825 - Pavia, † 1888)
- Giuseppe Bosia, politico italiano (Cagliari, n. 1894 - Asti, † 1988)
- Giuseppe Botta, politico italiano (Torino, n. 1925 - Torino, † 2008)
- Giuseppe Bottai, politico, militare e giornalista italiano (Roma, n. 1895 - Roma, † 1959)
- Giuseppe Antonio Bottaro, politico italiano (Siracusa, n. 1933 - † 1972)
- Giuseppe Botteri, politico italiano (Golese, n. 1894 - Milano, † 1969)
- Giuseppe Brambilla, politico, patriota e giornalista italiano (Giussano, n. 1825 - Como, † 1886)
- Giuseppe Brescia, politico italiano (Bari, n. 1983)
- Giuseppe Brescia, politico italiano (Melfi, n. 1952)
- Giuseppe Brida di Lessolo, politico italiano (Ivrea, n. 1820 - Ivrea, † 1867)
- Giuseppe Brienza, politico italiano (Tobruch, n. 1938 - Rionero in Vulture, † 2018)
- Giuseppe Briganti Bellini, politico italiano (Osimo, n. 1826 - Osimo, † 1898)
- Giuseppe Brighenti, politico, partigiano e sindacalista italiano (Endine Gaiano, n. 1924 - Bergamo, † 1996)
- Giuseppe Brignone, politico italiano (Bricherasio, n. 1808 - Torino, † 1859)
- Giuseppe Bufardeci, politico italiano (Siracusa, n. 1927 - Viterbo, † 2010)
- Giuseppe Buffi, politico svizzero (Locarno, n. 1938 - Chioggia, † 2000)
- Giuseppe Bugatto, politico austro-ungarico (Zara, n. 1873 - Grado, † 1948)
- Giuseppe Buompane, politico italiano (Caserta, n. 1982)
- Giuseppe Buonocore, politico italiano (Formia, n. 1876 - † 1949)
- Giuseppe Buzzanca, politico italiano (Barcellona Pozzo di Gotto, n. 1954)

## C(65)
- Ercole Cacherano d'Osasco, politico italiano (Asti, n. 1735 - Torino, † 1804)
- Giuseppe Caforio, politico italiano (Latiano, n. 1941)
- Giuseppe Cagna, politico e avvocato italiano (Asti, n. 1849 - Quarto d'Asti, † 1920)
- Giuseppe Calabrò, politico e avvocato italiano (Floridia, n. 1916 - † 2002)
- Giuseppe Calasso, politico e sindacalista italiano (Copertino, n. 1899 - Copertino, † 1983)
- Giuseppe Calcagno, politico italiano (Milazzo, n. 1818 - Resìna, † 1903)
- Giuseppe Calderisi, politico italiano (Monte Sant'Angelo, n. 1950)
- Giuseppe Caminiti, politico e medico italiano (Villa San Giovanni, n. 1935 - Reggio Calabria, † 2025)
- Giuseppe Camo, politico italiano (Cosenza, n. 1943)
- Giuseppe Campi Bazan, politico e prefetto italiano (Cagliari, n. 1817 - Roma, † 1885)
- Giuseppe Campione, politico e geografo italiano (Santa Lucia del Mela, n. 1935)
- Giuseppe Cannata, politico italiano (Messina, n. 1930 - Taranto, † 1990)
- Giuseppe Cappi, politico e giurista italiano (Castelverde, n. 1883 - Roma, † 1963)
- Giuseppe Caradonna, politico italiano (Cerignola, n. 1891 - Roma, † 1963)
- Giuseppe Caranci, politico italiano (Castelpizzuto, n. 1925 - Isernia, † 2024)
- Giuseppe Carignani di Novoli, politico e nobile italiano (Lecce, n. 1759 - Napoli, † 1829)
- Giuseppe Caroli, politico italiano (Martina Franca, n. 1931)
- Giuseppe Caron, politico italiano (Treviso, n. 1904 - Treviso, † 1998)
- Giuseppe Caronia, politico e pediatra italiano (San Cipirello, n. 1884 - Roma, † 1977)
- Giuseppe Casadei, politico italiano (Forlì, n. 1903 - † 1989)
- Giuseppe Casti, politico italiano (Carbonia, n. 1964)
- Giuseppe Castiglione, politico italiano (Bronte, n. 1963)
- Giuseppe Castoldi, politico italiano (Vinzaglio, n. 1922 - Londra, † 1990)
- Giuseppe Caterina, politico italiano (Rotello, n. 1943 - Isernia, † 2025)
- Giuseppe Cattaneo della Volta, politico italiano (Genova, n. 1886 - Genova, † 1974)
- Giuseppe Cavallera, politico italiano (Villar San Costanzo, n. 1873 - Roma, † 1952)
- Giuseppe Ceccato, politico italiano (Vicenza, n. 1950)
- Giuseppe Ceneri, politico italiano (Bologna, n. 1827 - Bologna, † 1898)
- Giuseppe Centola, politico e avvocato italiano (n. 1848 - † 1904)
- Giuseppe Cerami, politico italiano (Palermo, n. 1924 - Roma, † 1989)
- Giuseppe Cerulli Irelli, politico italiano (Teramo, n. 1846 - Teramo, † 1912)
- Giuseppe Cerulli Irelli, politico e ambasciatore italiano (Teramo, n. 1905 - † 1987)
- Giuseppe Cerutti, politico italiano (Borgomanero, n. 1938)
- Giuseppe Ceva Grimaldi Pisanelli di Pietracatella, politico e scrittore italiano (Napoli, n. 1777 - Napoli, † 1862)
- Giuseppe Chiarante, politico italiano (Bosco Marengo, n. 1929 - Roma, † 2012)
- Giuseppe Chiazzese, politico italiano (Corleone, n. 1982)
- Giuseppe Chicchi, politico italiano (Verucchio, n. 1944)
- Giuseppe Chiostergi, politico italiano (Senigallia, n. 1889 - Ginevra, † 1961)
- Giuseppe Cianciafara, politico italiano (Messina, n. 1821 - Messina, † 1886)
- Giuseppe Ciccantelli, politico italiano (Pescara, n. 1946 - Francavilla al Mare, † 2017)
- Giuseppe Ciresi, politico italiano (Termini Imerese, n. 1924 - † 1981)
- Giuseppe Cittadini, politico italiano (Alatri, n. 1926 - † 2006)
- Giuseppe Civati, politico, saggista e editore italiano (Monza, n. 1975)
- Luigi Coardi Bagnasco di Carpeneto, politico italiano (Torino, n. 1779 - Torino, † 1849)
- Giuseppe Cobolli Gigli, politico italiano (Trieste, n. 1892 - Malnate, † 1987)
- Giuseppe Cocozza, politico italiano (Nola, n. 1816 - Napoli, † 1892)
- Giuseppe Codacci Pisanelli, politico e giurista italiano (Roma, n. 1913 - Roma, † 1988)
- Giuseppe Cognata, politico italiano (Siculiana, n. 1823 - Agrigento, † 1913)
- Giuseppe Colasanto, politico italiano (Terlizzi, n. 1918 - † 1991)
- Giuseppe Compagnone, politico italiano (Grammichele, n. 1957)
- Giuseppe Consolo, politico italiano (Napoli, n. 1948 - Roma, † 2024)
- Giuseppe Conte, politico e avvocato italiano (Volturara Appula, n. 1964)
- Peppino Corrias, politico italiano (Nuoro, n. 1929 - Nuoro, † 2005)
- Giuseppe Corrias, politico italiano (Oristano, n. 1811 - Oristano, † 1890)
- Giuseppe Corsini, politico italiano (Pistoia, n. 1897 - Pistoia, † 1983)
- Giuseppe Antonio Corte, politico italiano (San Michele Mondovì, n. 1792 - † 1858)
- Giuseppe Cortese, politico italiano (Pomigliano d'Arco, n. 1908 - Pomigliano d'Arco, † 1978)
- Giuseppe Cortese, politico italiano (Sant'Angelo Lodigiano, n. 1884 - † 1960)
- Giuseppe Costamagna, politico italiano (Bene Vagienna, n. 1924 - † 1995)
- Giuseppe Cotta Ramusino, politico e funzionario italiano (Mortara, n. 1826 - Tortona, † 1876)
- Giuseppe Covre, politico italiano (Fontanelle, n. 1950 - Oderzo, † 2020)
- Giuseppe Crippa, politico italiano (Bergamo, n. 1946)
- Giuseppe Cristina, politico italiano
- Giuseppe Crivelli Serbelloni, politico e nobile italiano (Madrid, n. 1862 - Bordighera, † 1918)
- Giuseppe Cucca, politico italiano (Bosa, n. 1957)

## D(38)
- Giuseppe D'Alessandro, politico e medico italiano (Benevento, n. 1915 - † 1984)
- Giuseppe D'Ambrosio, politico italiano (Andria, n. 1978)
- Giuseppe D'Angelo, politico italiano (Calascibetta, n. 1913 - Roma, † 1991)
- Giuseppe Antonio Dal Maso, politico italiano (Malo, n. 1933)
- Giuseppe Dallara, politico italiano (Chiavari, n. 1936)
- Giuseppe Damaggio, politico italiano (Gela, n. 1906 - Roma, † 1954)
- Giuseppe Dardanelli, politico e avvocato italiano (Mondovì, n. 1890 - Mondovì, † 1972)
- Giuseppe De Capitani d'Arzago, politico e banchiere italiano (Milano, n. 1870 - Paderno Dugnano, † 1945)
- Giuseppe De Cristofaro, politico italiano (Napoli, n. 1971)
- Giuseppe De Dominicis, politico italiano (Bussi sul Tirino, n. 1954)
- Giuseppe De Falco, politico italiano (Montoro Superiore, n. 1908 - † 1955)
- Giuseppe De Grazia, politico italiano (Albano di Lucania, n. 1931)
- Giuseppe De Mita, politico italiano (Avellino, n. 1968)
- Giuseppe De Simone, politico italiano (Tora e Piccilli, n. 1843 - Sparanise, † 1902)
- Giuseppe Del Re, politico, patriota e letterato italiano (Turi, n. 1806 - Torino, † 1864)
- Giuseppe Demitry, politico italiano (Somma Vesuviana, n. 1942)
- Giuseppe Desimone, politico e magistrato italiano (Tora e Piccilli, n. 1811 - Napoli, † 1894)
- Giuseppe Detomas, politico italiano (Cavalese, n. 1962)
- Giuseppe Di Fabio, politico italiano (Ripalimosani, n. 1949)
- Giuseppe Di Lello Finuoli, politico e magistrato italiano (Villa Santa Maria, n. 1940)
- Giuseppe Di Stefano Napolitani, politico italiano (Palermo, n. 1861 - Palermo, † 1932)
- Giuseppe Di Vagno, politico italiano (Conversano, n. 1889 - Mola di Bari, † 1921)
- Giuseppe Di Vagno, politico e avvocato italiano (Conversano, n. 1922 - Bari, † 2013)
- Giuseppe Dipaola, politico italiano (Barletta, n. 1946)
- Giuseppe Cesare Donina, politico italiano (Breno, n. 1971)
- Giuseppe Doppio, politico italiano (Santorso, n. 1941)
- Giuseppe Dozza, politico italiano (Bologna, n. 1901 - Bologna, † 1974)
- Giuseppe Drago, politico e medico italiano (Scicli, n. 1955 - Modica, † 2016)
- Giuseppe Nicola Durini, politico e economista italiano (Chieti, n. 1765 - Napoli, † 1845)
- Giuseppe de Turris, politico italiano (Castellammare di Stabia, n. 1759 - † 1843)
- Giuseppe d'Ippolito, politico italiano (Nicastro, n. 1958)
- Rolando Giuseppe dalla Valle, politico italiano (Mantova, n. 1808 - Torino, † 1891)
- Giuseppe de Felice Giuffrida, politico italiano (Catania, n. 1859 - Catania, † 1920)
- Giuseppe de Nava, politico italiano (Reggio Calabria, n. 1858 - Roma, † 1924)
- Clemente de Maugny, politico e generale francese (Maugny, n. 1798 - Chambéry, † 1859)
- Giuseppe de Samuele Cagnazzi, politico italiano (Altamura, n. 1763 - Napoli, † 1837)
- Giuseppe Maria del Carretto, politico e militare italiano (Santa Giulia, n. 1679 - Novara, † 1759)
- Giuseppe della Gherardesca, politico italiano (Firenze, n. 1876 - Firenze, † 1968)

## E(3)
- Giuseppe Emili, politico italiano (Petrella Salto, n. 1942 - Rieti, † 2025)
- Giuseppe Ermini, politico e storico italiano (Roma, n. 1900 - Roma, † 1981)
- Giuseppe Esposito, politico italiano (Pagani, n. 1956)

## F(24)
- Giuseppe Falcomatà, politico italiano (Reggio Calabria, n. 1983)
- Giuseppe Fallica, politico italiano (Palermo, n. 1952)
- Giuseppe Fasce, politico italiano (Genova, n. 1848 - Genova, † 1910)
- Giuseppe Fassino, politico italiano (Busca, n. 1924 - Busca, † 2012)
- Giuseppe Federico, politico italiano (Gela, n. 1964)
- Giuseppe Femia, politico italiano (Gerace Marina, n. 1910 - Tiriolo, † 1963)
- Giuseppe Fenaroli Avogadro, politico italiano (Brescia, n. 1760 - Rudiano, † 1825)
- Giuseppe Ferralasco, politico e medico italiano (Sant'Antioco, n. 1929 - Sant'Antioco, † 1986)
- Giuseppe Ferrandino, politico italiano (Ischia, n. 1963)
- Giuseppe Ferrari, politico italiano (Ferrara, n. 1920 - † 2001)
- Giuseppe Ferraris, politico italiano (Pezzana, n. 1903 - Vercelli, † 1987)
- Giuseppe Filippini, politico e antifascista italiano (Pesaro, n. 1879 - Pesaro, † 1972)
- Giuseppe Fimognari, politico e medico italiano (Gerace, n. 1932 - Locri, † 2024)
- Giuseppe Fini, politico italiano (Taglio di Po, n. 1949)
- Giuseppe Fioroni, politico italiano (Viterbo, n. 1958)
- Giuseppe Firrao, politico italiano (Napoli, n. 1895 - Napoli, † 1950)
- Giuseppe Firrarello, politico e giornalista italiano (San Cono, n. 1939)
- Giuseppe Fornasari, politico italiano (Arezzo, n. 1949)
- Giuseppe Fortunato, politico italiano (Francavilla in Sinni, n. 1946)
- Giuseppe Fortunato, politico italiano (Torino, n. 1953)
- Giuseppe Fracassi, politico italiano (Paterno, n. 1916 - † 1984)
- Giuseppe Franchino, politico italiano (Livorno Ferraris, n. 1910 - Vercelli, † 1991)
- Giuseppe Franzi, politico e avvocato italiano (Pallanza, n. 1824 - Pallanza, † 1893)
- Giuseppe Fuschini, politico italiano (Ravenna, n. 1883 - Roma, † 1949)

## G(45)
- Giuseppe Gadda, politico, prefetto e avvocato italiano (Milano, n. 1822 - Rogeno, † 1901)
- Giuseppe Galasso, politico italiano (Avellino, n. 1951)
- Giuseppe Galati, politico italiano (Catanzaro, n. 1961)
- Giuseppe Gallo, politico italiano (Gioia del Colle, n. 1950)
- Giuseppe Gallotti, politico italiano (Napoli, n. 1803 - Napoli, † 1879)
- Giuseppe Gambale, politico e cardiologo italiano (Napoli, n. 1964)
- Giuseppe Garesio, politico italiano (Torino, n. 1954)
- Giuseppe Garibotti, politico e giornalista italiano (Cremona, n. 1865 - Milano, † 1930)
- Giuseppe Garlato, politico italiano (San Vito al Tagliamento, n. 1896 - Palestrina, † 1988)
- Giuseppe Garneri, politico italiano (Cavallermaggiore, n. 1823 - Roma, † 1905)
- Giuseppe Garoli, politico italiano (Cremona, n. 1926 - Cremona, † 1985)
- Giuseppe Garzoni, politico italiano (Firenze, n. 1824 - Firenze, † 1899)
- Giuseppe Gasparin, politico italiano (Caserta, n. 1950)
- Giuseppe Gatti, politico italiano (Fagnano Olona, n. 1926 - † 2023)
- Giuseppe Gattini, politico e storico italiano (Matera, n. 1843 - Matera, † 1917)
- Giuseppe Gaudenzi, politico italiano (Terra del Sole, n. 1872 - Forlì, † 1936)
- Pino Gentile, politico italiano (Cosenza, n. 1944)
- Giuseppe Geraci, politico italiano (Corigliano Calabro, n. 1948)
- Giuseppe Gerbaix de Sonnaz, politico italiano (Cuneo, n. 1828 - Roma, † 1905)
- Giuseppe Gerbino, politico italiano (Santo Stefano di Camastra, n. 1925 - Roma, † 1995)
- Giuseppe Giacomelli, politico italiano (Udine, n. 1836 - Roma, † 1911)
- Giuseppe Giammarco, politico italiano (Sulmona, n. 1894 - † 1957)
- Giuseppe Giammarinaro, politico e imprenditore italiano (Salemi, n. 1946)
- Giuseppe Antonio Giancane, politico italiano (Monteroni di Lecce, n. 1911 - Taranto, † 1979)
- Giuseppe Gianni, politico italiano (Solarino, n. 1947)
- Giuseppe Gibilisco, politico italiano (Varese, n. 1947)
- Giuseppe Giliberti, politico italiano (Pinar del Río, n. 1919 - † 1992)
- Giuseppe Giliberto, politico italiano (Calascibetta, n. 1927 - Caltanissetta, † 1989)
- Giuseppe Mario Gioda, politico, giornalista e pubblicista italiano (Torino, n. 1883 - Torino, † 1924)
- Giuseppe Giovanelli, politico italiano (Venezia, n. 1824 - Lonigo, † 1886)
- Giuseppe Giovanniello, politico italiano (Gravina in Puglia, n. 1927 - Gravina in Puglia, † 2015)
- Giuseppe Giovenzana, politico italiano (Carate Brianza, n. 1940)
- Giuseppe Girardini, politico e avvocato italiano (Udine, n. 1856 - Tricesimo, † 1923)
- Giuseppe Girgenti, politico, prefetto e avvocato italiano (Palermo, n. 1905 - Palermo, † 1968)
- Giuseppe Golinelli, politico, partigiano e sindacalista italiano (Bagnara di Romagna, n. 1920 - Venezia, † 2004)
- Giuseppe Gonella, politico italiano (Udine, n. 1900 - † 1978)
- Giuseppe Gorla, politico italiano (Vernate, n. 1895 - Milano, † 1970)
- Giuseppe Granata, politico italiano (Porto Empedocle, n. 1918 - Roma, † 1998)
- Giuseppe Grassi, politico, avvocato e saggista italiano (Lecce, n. 1883 - Roma, † 1950)
- Giuseppe Greco, politico italiano (Arzano, n. 1948)
- Giuseppe Grixoni, politico italiano (Ozieri, n. 1805 - Livorno, † 1884)
- Giuseppe Grossi, politico italiano (Soncino, n. 1920 - † 2007)
- Giuseppe Guarascio, politico italiano (Cotronei, n. 1928 - Catanzaro, † 2013)
- Giuseppe Guerini, politico italiano (Calcinate, n. 1976)
- Giuseppe Guzzetti, politico, banchiere e filantropo italiano (Turate, n. 1934)

## I(5)
- Giuseppe Iannello, politico e notaio italiano (Vibo Valentia, n. 1953)
- Giuseppe Iannone, politico italiano (San Nicandro Garganico, n. 1929)
- Giuseppe Imperiale, politico italiano (Foggia, n. 1897 - Foggia, † 1964)
- Giuseppe Incardona, politico italiano (Acquaviva delle Fonti, n. 1941)
- Giuseppe Insalaco, politico italiano (San Giuseppe Jato, n. 1941 - Palermo, † 1988)

## L(22)
- Giuseppe L'Abbate, politico italiano (Castellana Grotte, n. 1985)
- Giusi La Ganga, politico italiano (Torino, n. 1948 - Torino, † 2020)
- Giuseppe La Loggia, politico italiano (Agrigento, n. 1911 - Roma, † 1994)
- Giuseppe La Rosa, politico italiano (Ragusa, n. 1917 - Modica, † 2011)
- Giuseppe Lamacchia, politico italiano (Matera, n. 1912 - Matera, † 1999)
- Giuseppe Lascaris di Ventimiglia, politico italiano (Casale Monferrato, n. 1729 - Torino, † 1793)
- Giuseppe Lauricella, politico italiano (Palermo, n. 1960)
- Giuseppe Lavia, politico italiano (Longobucco, n. 1884 - † 1955)
- Giuseppe Lavorato, politico italiano (Rosarno, n. 1938)
- Giuseppe Lazzarini, politico italiano (Rapolano Terme, n. 1948)
- Giuseppe Leone, politico italiano (Roma, n. 1941 - Taranto, † 2015)
- Giuseppe Leoni, politico, giornalista e architetto italiano (Mornago, n. 1947)
- Giuseppe Liguori, politico italiano (Meta, n. 1901 - † 1978)
- Giuseppe Lo Curzio, politico italiano (Siracusa, n. 1934)
- Giuseppe Lombardo, politico italiano (Addis Abeba, n. 1941)
- Giuseppe Lombrassa, politico, giornalista e prefetto italiano (Pesaro, n. 1906 - Roma, † 1966)
- Pino Lucchesi, politico italiano (Portoferraio, n. 1941 - Massarosa, † 2012)
- Giuseppe Luigi Passino, politico italiano (Bosa, n. 1797 - Bosa, † 1874)
- Giuseppe Lumia, politico italiano (Termini Imerese, n. 1960)
- Giuseppe Luosi, politico e giurista italiano (Mirandola, n. 1755 - Milano, † 1830)
- Giuseppe Lupo, politico italiano (Palermo, n. 1966)
- Giuseppe Lyons, politico italiano (Nizza, n. 1815 - † 1853)

## M(58)
- Giuseppe Augusto d'Asburgo-Lorena, politico e generale ungherese (Alcsútdoboz, n. 1872 - Rain, † 1962)
- Giuseppe Macchiavelli, politico italiano (Genova, n. 1922 - Genova, † 1988)
- Giuseppe Maggio, politico italiano (Marsala, n. 1890 - Marsala, † 1978)
- Giuseppe Magliano, politico e avvocato italiano (Caserta, n. 1883 - † 1971)
- Giuseppe Malan, politico italiano (San Giovanni, n. 1808 - Torino, † 1886)
- Giuseppe Luigi Malliani, politico italiano (Bergamo, n. 1855 - Bergamo, † 1920)
- Giuseppe Malmusi, politico e patriota italiano (Modena, n. 1803 - Modena, † 1865)
- Giuseppe Mancuso, politico e sindacalista italiano (Enna, n. 1928 - Enna, † 2004)
- Giuseppe Mancuso, politico italiano (Caltanissetta, n. 1927 - Caltanissetta, † 2021)
- Giuseppe Manfredi, politico italiano (Fossano, n. 1926 - † 2005)
- Giuseppe Mangialavori, politico italiano (Merano, n. 1975)
- Giuseppe Mangiapane, politico italiano (Furnari, n. 1932 - Messina, † 2021)
- Giuseppe Mannetti, politico italiano (Antrodoco, n. 1834 - L'Aquila, † 1901)
- Giuseppe Angelo Manni, politico italiano (Orte, n. 1810 - Roma, † 1876)
- Giuseppe Giovanni Mantica, politico italiano (Reggio Calabria, n. 1876 - Reggio Calabria, † 1947)
- Giuseppe Mantica, politico, scrittore e funzionario italiano (Reggio Calabria, n. 1865 - Ariccia, † 1907)
- Giuseppe Marazzita, politico italiano (Palmi, n. 1899 - Roma, † 1977)
- Giuseppe Marchesano, politico e avvocato italiano (Palermo, n. 1863 - Roma, † 1951)
- Giuseppe Marchese, politico e storico italiano (Luzzi, n. 1892 - Luzzi, † 1977)
- Giuseppe Marchionna, politico e economista italiano (Brindisi, n. 1953)
- Giuseppe Marchiori, politico italiano (Sant'Urbano, n. 1847 - Roma, † 1900)
- Giuseppe Marinello, politico italiano (Sciacca, n. 1958)
- Giuseppe Mario Marsigliani, politico italiano (Ancona, n. 1885 - Ancona, † 1949)
- Giuseppe Marsinano, politico italiano (Castrocielo, n. 1948)
- Giuseppe Martellotta, politico italiano (Fasano, n. 1941 - Fasano, † 2025)
- Giuseppe Marton, politico italiano (Mogliano Veneto, n. 1933 - Treviso, † 2006)
- Giuseppe Mascaro, politico italiano (Napoli, n. 1926 - Rossano, † 2012)
- Giuseppe Mascia, politico e medico italiano (San Severo, n. 1833 - † 1910)
- Giuseppe Mascia, politico italiano (Sassari, n. 1975)
- Giuseppe Massarenti, politico e sindacalista italiano (Molinella, n. 1867 - Molinella, † 1950)
- Giuseppe Matarrese, politico italiano (Canosa di Puglia, n. 1926 - Canosa di Puglia, † 1997)
- Giuseppe Matulli, politico italiano (Marradi, n. 1938 - Firenze, † 2024)
- Giuseppe Mazzacorati, politico italiano (Bologna, n. 1803 - Bologna, † 1887)
- Giuseppe Mazzoni, politico italiano (Prato, n. 1808 - Prato, † 1880)
- Giuseppe Menardi, politico e ingegnere italiano (Cuneo, n. 1953)
- Giuseppe Merlino, politico italiano (Lipari, n. 1927 - Messina, † 1993)
- Giuseppe Micheli, politico e notaio italiano (Parma, n. 1874 - Roma, † 1948)
- Giuseppe Milazzo, politico italiano (Palermo, n. 1977)
- Giuseppe Mario Militerni, politico italiano (Cetraro, n. 1914 - † 1967)
- Giuseppe Milone, politico italiano (Paternò, n. 1957)
- Giuseppe Mingrino, politico italiano (Castrogiovanni, n. 1888 - † 1958)
- Giuseppe Mirabelli, politico italiano (Mandrogne, n. 1945 - Alessandria, † 1999)
- Giuseppe Miraglia, politico e magistrato italiano (Cosenza, n. 1834 - Firenze, † 1896)
- Giuseppe Miroglio, politico italiano (Vigliano d'Asti, n. 1925 - Asti, † 2001)
- Giuseppe Mirri, politico e generale italiano (Imola, n. 1834 - Bologna, † 1907)
- Giuseppe Emanuele Modigliani, politico, avvocato e antifascista italiano (Livorno, n. 1872 - Roma, † 1947)
- Giuseppe Molinari, politico italiano (Potenza, n. 1954)
- Giuseppe Molinari, politico italiano (Sciacca, n. 1912 - † 1990)
- Giuseppe Montalbano, politico italiano (Sciacca, n. 1925 - Sambuca di Sicilia, † 2021)
- Giuseppe Montalbano, politico e giurista italiano (Santa Margherita di Belice, n. 1895 - † 1989)
- Giuseppe Morabito, politico e avvocato italiano (Reggio Calabria, n. 1939)
- Giuseppe Maria Morganti, politico sammarinese (San Marino, n. 1955)
- Giuseppe Morrone, politico italiano (Cosenza, n. 1946)
- Giuseppe Motta, politico, storico e saggista italiano (Augusta, n. 1902 - Augusta, † 1984)
- Giuseppe Mottola, politico italiano (San Nazzaro Calvi, n. 1936 - † 2007)
- Giuseppe Mulas, politico italiano (Benetutti, n. 1944)
- Giuseppe Muscariello, politico, imprenditore e dirigente sportivo italiano (Napoli, n. 1915 - Napoli, † 1976)
- Giuseppe Mussi, politico italiano (Milano, n. 1836 - Baveno, † 1904)

## N(11)
- Giuseppe Naro, politico italiano (Militello Rosmarino, n. 1948)
- Giuseppe Nathan, politico e militare italiano (n. 1848 - Roma, † 1881)
- Giuseppe Natoli, politico e patriota italiano (Messina, n. 1815 - Messina, † 1867)
- Giuseppe Negri, politico italiano (Milano, n. 1779 - Milano, † 1862)
- Giuseppe Neroni Cancelli, politico italiano (Ripatransone, n. 1784 - San Benedetto del Tronto, † 1858)
- Giuseppe Nicoletti, politico italiano (Terni, n. 1799 - Terni, † 1872)
- Giuseppe Nisticò, politico e farmacologo italiano (Cardinale, n. 1941)
- Giuseppe Nitti, politico e avvocato italiano (Napoli, n. 1901 - † 1967)
- Giuseppe Nocco, politico italiano (Santeramo in Colle, n. 1939)
- Giuseppe Notarianni, politico e avvocato italiano (Napoli, n. 1889 - † 1959)
- Giuseppe Nuara, politico italiano (Palermo, n. 1936 - Modena, † 2025)

## O(4)
- Giuseppe Olivi, politico italiano (Treviso, n. 1788 - Pieve di Soligo, † 1861)
- Giuseppe Orciari, politico italiano (Senigallia, n. 1923 - Senigallia, † 2021)
- Giuseppe Antonio Osorio Alarçon, politico e diplomatico italiano (Trapani, n. 1697 - Torino, † 1763)
- Giuseppe Ossorio, politico italiano (Ragusa, n. 1944 - † 2025)

## P(53)
- Pippo Pagano, politico italiano (Malvagna, n. 1951)
- Giuseppe Palmieri Nuti, politico italiano (Siena, n. 1843 - Siena, † 1893)
- Giuseppe Palumbo, politico e ammiraglio italiano (Napoli, n. 1840 - Napoli, † 1913)
- Giuseppe Palumbo, politico italiano (Catania, n. 1940)
- Giuseppe Paolin, politico italiano (Treviso, n. 1966)
- Giuseppe Papalia, politico italiano (Bari, n. 1897 - Bari, † 1964)
- Giuseppe Pastore, politico e generale italiano (Cuneo, n. 1800 - Torino, † 1878)
- Giuseppe Pavoncelli, politico italiano (Cerignola, n. 1836 - Napoli, † 1910)
- Giuseppe Pecchio, politico e storico italiano (Milano, n. 1785 - Brighton, † 1835)
- Giuseppe Pella, politico e economista italiano (Valdengo, n. 1902 - Roma, † 1981)
- Giuseppe Pellegrino, politico e avvocato italiano (Marsala, n. 1925 - Marsala, † 2010)
- Giuseppe Pellegrino, politico italiano (Lecce, n. 1856 - Lecce, † 1931)
- Giuseppe Pepe, politico e avvocato italiano (Foggia, n. 1908)
- Giuseppe Pergolizzi, politico e dirigente sportivo italiano (Palermo, n. 1914 - Palermo, † 1983)
- Giuseppe Pericu, politico e avvocato italiano (Genova, n. 1937 - Genova, † 2022)
- Giuseppe Perricone, politico italiano (Vita, n. 1924 - Trapani, † 1997)
- Giuseppe Perrone Capano, politico e avvocato italiano (Trani, n. 1898 - Bari, † 1979)
- Giuseppe Pescetti, politico italiano (Castelnuovo Berardenga, n. 1859 - Firenze, † 1924)
- Giuseppe Petrella, politico italiano (Napoli, n. 1950)
- Giuseppe Petrilli, politico, politologo e economista italiano (Napoli, n. 1913 - Roma, † 1999)
- Giuseppe Lelio Petronio, politico italiano (Sambiase, n. 1937 - Lamezia Terme, † 2017)
- Giuseppe Peverelli, politico italiano (Torino, n. 1893 - Montevideo, † 1969)
- Giuseppe Piegari, politico italiano (Napoli, n. 1892 - Napoli, † 1975)
- Giuseppe Piemonte, politico e antifascista italiano (Canelli, n. 1878 - Udine, † 1960)
- Giuseppe Pierino, politico e sindacalista italiano (Cetraro, n. 1937)
- Giuseppe Pinna, politico e avvocato italiano (Sarule, n. 1854 - Nuoro, † 1908)
- Giuseppe Siotto Pintor, politico italiano (Cagliari, n. 1808 - Cagliari, † 1855)
- Giuseppe Piola, politico e scrittore italiano (Milano, n. 1826 - Milano, † 1904)
- Giuseppe Matteo Pirisi, politico e architetto italiano (Sarule, n. 1952)
- Giuseppe Piroli, politico italiano (Busseto, n. 1815 - Roma, † 1890)
- Giuseppe Pisani, politico italiano (Scicli, n. 1952)
- Pino Pisicchio, politico, giornalista e saggista italiano (Corato, n. 1954)
- Giuseppe Pizza, politico italiano (Sant'Eufemia d'Aspromonte, n. 1947)
- Giuseppe Pizzarelli, politico italiano (Catania, n. 1848 - Catania, † 1923)
- Giuseppe Pizzirani, politico italiano (Baricella, n. 1898)
- Giuseppe Placidi, politico italiano (L'Aquila, n. 1948)
- Giuseppe Platamone, politico e dirigente sportivo italiano (Trapani, n. 1876 - Trapani, † 1930)
- Giuseppe Plochiù, politico italiano († 1869)
- Giuseppe Poerio, politico e patriota italiano (Belcastro, n. 1775 - Napoli, † 1843)
- Giuseppe Pogliani, politico italiano (Lecco, n. 1947)
- Giuseppe Polsinelli, politico italiano (Arpino, n. 1787 - Arpino, † 1880)
- Giuseppe Pozzo, politico italiano (Candelo, n. 1809 - Torino, † 1884)
- Giuseppe Prina, politico italiano (Novara, n. 1766 - Milano, † 1814)
- Giuseppe Giovanni Provana di Collegno, politico italiano (Torino - Torino, † 1761)
- Giuseppe Ignazio Provana di Collegno, politico italiano (Torino - Torino, † 1735)
- Giuseppe Luigi Provana di Collegno, politico italiano (Torino, n. 1785 - Torino, † 1854)
- Giuseppe Provenzano, politico e economista italiano (Palermo, n. 1946)
- Giuseppe Provenzano, politico italiano (San Cataldo, n. 1982)
- Giuseppe Pucci di Benisichi, politico italiano (Petralia Sottana, n. 1867 - Petralia Sottana, † 1942)
- Giuseppe Puccioni, politico italiano (Siena, n. 1788 - Firenze, † 1866)
- Giuseppe Pugliese, politico italiano (Crotone, n. 1947 - Crotone, † 2020)
- Giuseppe Pupillo, politico italiano (Zara, n. 1940)
- Giuseppe Putzolu, politico e scrittore italiano (Trinità d'Agultu e Vignola, n. 1935)

## Q(2)
- Giuseppe Quattrone, politico italiano (Reggio Calabria, n. 1899 - Reggio Calabria, † 1973)
- Giuseppe Quieti, politico, giornalista e avvocato italiano (Pescara, n. 1936 - Pescara, † 2021)

## R(34)
- Giuseppe Raffa, politico italiano (Melito di Porto Salvo, n. 1959)
- Giuseppe Raffeiner, politico italiano (Nova Ponente, n. 1895 - Nova Ponente, † 1974)
- Giuseppe Raffo, politico e imprenditore tunisino (Tunisi, n. 1795 - Parigi, † 1862)
- Giuseppe Raimondi, politico italiano (Tortona, n. 1878 - Albisola Superiore, † 1955)
- Giuseppe Rapelli, politico italiano (Castelnuovo Don Bosco, n. 1905 - Roma, † 1977)
- Pino Rauti, politico e giornalista italiano (Cardinale, n. 1926 - Roma, † 2012)
- Giuseppe Rea, politico e partigiano italiano (Fontana Liri, n. 1913 - Mantova, † 1955)
- Giuseppe Reale, politico italiano (Maratea, n. 1918 - Reggio Calabria, † 2010)
- Giuseppe Rega, politico e avvocato italiano (Mugnano del Cardinale, n. 1825 - Napoli, † 1891)
- Giuseppe Maria Reina, politico italiano (Catania, n. 1954)
- Giuseppe Resta, politico e odontoiatra italiano (Corbetta, n. 1938 - Corbetta, † 2014)
- Giuseppe Ricci, politico e partigiano italiano (Montelabbate, n. 1890 - Cattolica, † 1972)
- Giuseppe Ricciardi, politico italiano (Bolano, n. 1941)
- Giuseppe Righetti, politico italiano (Pesaro, n. 1926 - Pesaro, † 2015)
- Giuseppe Gaetano Rignon, politico italiano (Torino, n. 1764 - Torino, † 1837)
- Giuseppe Andrea Rignon, politico italiano († 1805)
- Giuseppe Rippa, politico e giornalista italiano (Napoli, n. 1950)
- Giuseppe Riva, politico italiano (Arsiè, n. 1894 - † 1979)
- Giuseppe Robecchi, politico e presbitero italiano (Gambolò, n. 1805 - Gambolò, † 1874)
- Giuseppe Robecchi, politico italiano (Milano, n. 1825 - Monte Carlo, † 1898)
- Giuseppe Maria Roberti di Castelvero, politico e militare italiano (Acqui, n. 1775 - Incisa, † 1844)
- Giuseppe Roda, politico italiano (Lodi, n. 1901 - † 1996)
- Giuseppe Romanato, politico italiano (Fratta Polesine, n. 1916 - Rovigo, † 1985)
- Giuseppe Romanini, politico italiano (Collecchio, n. 1957)
- Giuseppe Romele, politico italiano (Pisogne, n. 1951)
- Giuseppe Romeo, politico italiano (Reggio Calabria, n. 1904 - Reggio Calabria, † 1979)
- Giuseppe Romita, politico italiano (Tortona, n. 1887 - Roma, † 1958)
- Pino Romualdi, politico e giornalista italiano (Predappio, n. 1913 - Roma, † 1988)
- Giuseppe Rossetto, politico italiano (Milano, n. 1959)
- Giuseppe Rossiello, politico italiano (Bitonto, n. 1948)
- Giuseppe Rubinacci, politico italiano (Napoli, n. 1931)
- Giuseppe Russo, politico italiano (Giarre, n. 1920 - Macchia di Giarre, † 2007)
- Giuseppe Russo, politico italiano (Casoria, n. 1936 - † 2011)
- Giuseppe Ruvolo, politico italiano (Ribera, n. 1951)

## S(32)
- Giuseppe Sala, politico e dirigente pubblico italiano (Milano, n. 1958)
- Giuseppe Salari, politico italiano (Spello, n. 1909 - Foligno, † 2004)
- Giuseppe Salvadego Molin, politico italiano (Cavarzere, n. 1830 - Cavarzere, † 1906)
- Giuseppe Sanna Sanna, politico italiano (Anela, n. 1821 - Genova, † 1875)
- Giuseppe Santonastaso, politico e ingegnere italiano (Santa Maria Capua Vetere, n. 1925 - Benevento, † 2007)
- Giuseppe Santonastaso, politico e avvocato italiano (Caserta, n. 1875 - † 1959)
- Giuseppe Sapia, politico italiano (Caltanissetta, n. 1928 - Caltanissetta, † 2010)
- Giuseppe Saragat, politico e diplomatico italiano (Torino, n. 1898 - Roma, † 1988)
- Giuseppe Saretta, politico italiano (Mussolente, n. 1946)
- Giuseppe Saro, politico e agronomo italiano (Udine, n. 1951)
- Giuseppe Scalera, politico italiano (Napoli, n. 1954)
- Giuseppe Scalia, politico italiano (Aragona, n. 1962)
- Giuseppe Schiavon, politico e antifascista italiano (Padova, n. 1896 - Padova, † 1989)
- Giuseppe Schininà di Sant'Elia, politico italiano (Ragusa, n. 1850 - Ragusa, † 1922)
- Giuseppe Schirò, politico italiano (Nizza di Sicilia, n. 1913 - † 1988)
- Giuseppe Scotto Di Luzio, politico italiano (Grumo Nevano, n. 1947 - Bacoli, † 2023)
- Giuseppe Scozzari, politico e avvocato italiano (Casteltermini, n. 1964)
- Giuseppe Semeraro, politico italiano (Martina Franca, n. 1947 - Taranto, † 2022)
- Giuseppe Serra, politico italiano (Sinnai, n. 1934 - Cagliari, † 2008)
- Giuseppe Serrini, politico italiano (Osimo, n. 1917 - Ancona, † 1994)
- Giuseppe Serroy, politico, medico e poeta italiano (Raffadali, n. 1798 - Agrigento, † 1881)
- Giuseppe Sinesio, politico italiano (Porto Empedocle, n. 1921 - Palermo, † 2002)
- Giuseppe Sobrero, politico italiano (Cavallermaggiore, n. 1781 - † 1873)
- Giuseppe Solaro, politico e militare italiano (Torino, n. 1914 - Torino, † 1945)
- Giuseppe Soriero, politico italiano (Satriano, n. 1950)
- Giuseppe Sparacino, politico italiano (Sambuca di Sicilia, n. 1943)
- Giuseppe Spataro, politico e dirigente d'azienda italiano (Vasto, n. 1897 - Roma, † 1979)
- Giuseppe Specchia, politico italiano (Roma, n. 1943 - Ostuni, † 2020)
- Giuseppe Speciale, politico italiano (Bagheria, n. 1919 - † 1996)
- Giuseppe Spinelli, politico italiano (Cremona, n. 1908 - Cremona, † 1987)
- Giuseppe Sposetti, politico italiano (Macerata, n. 1933)
- Giuseppe Steiner, politico, scrittore e avvocato italiano (Urbino, n. 1898 - Torino, † 1964)

## T(28)
- Giuseppe Tanari, politico italiano (Bologna, n. 1852 - Firenze, † 1933)
- Roberto Taparelli d'Azeglio, politico italiano (Torino, n. 1790 - Torino, † 1862)
- Giuseppe Tarantini, politico e medico italiano (Trani, n. 1960)
- Giuseppe Tarantini, politico italiano (Napoli, n. 1844)
- Giuseppe Tarantino, politico italiano (Taranto, n. 1959)
- Giuseppe Tasca Lanza, politico italiano (Palermo, n. 1849 - Palermo, † 1917)
- Giuseppe Tatarella, politico, avvocato e giornalista italiano (Cerignola, n. 1935 - Torino, † 1999)
- Giuseppe Tavolotti, politico italiano (Cremona, n. 1820 - Cremona, † 1887)
- Giuseppe Terragni, politico italiano (Como, n. 1902 - † 1963)
- Giuseppe Tocco, politico italiano (Iglesias, n. 1912 - Cagliari, † 2006)
- Giuseppe Togni, politico italiano (Pontedera, n. 1903 - Roma, † 1981)
- Giuseppe Torchio, politico italiano (Spineda, n. 1951)
- Giuseppe Torelli, politico italiano (Imperia, n. 1940 - Imperia, † 2019)
- Giuseppe Benedetto Tornielli, politico italiano (Novara, n. 1764 - † 1846)
- Giuseppe Tortora, politico italiano (Ferrara, n. 1921 - † 1977)
- Giuseppe Tortorella, politico italiano (Messina, n. 1910 - † 1990)
- Giuseppe Toscanelli, politico e patriota italiano (Pisa, n. 1828 - Pontedera, † 1891)
- Giuseppe Tozzoli, politico italiano (Calitri, n. 1826 - Calitri, † 1881)
- Giuseppe Trabucchi, politico e avvocato italiano (Verona, n. 1904 - Verona, † 1975)
- Giuseppe Traina, politico italiano (Santa Margherita di Belice, n. 1889 - † 1958)
- Giuseppe Trepiccione, politico italiano (Casapulla, n. 1963)
- Giuseppe Ignazio Trevisani, politico italiano (Fermo, n. 1817 - Fermo, † 1893)
- Giuseppe Siro Trezzini, politico italiano (Vicovaro, n. 1925 - † 1979)
- Giuseppe Tricoli, politico e storico italiano (Palermo, n. 1932 - Palermo, † 1995)
- Giuseppe Troiani, politico italiano
- Giuseppe Tudisco, politico italiano (Catania, n. 1903 - † 1982)
- Giuseppe Tuntar, politico e giornalista italiano (Visinada, n. 1882 - Buenos Aires, † 1940)
- Giuseppe Turini, politico italiano (San Miniato, n. 1927 - Massa Marittima, † 2018)

## V(20)
- Giuseppe Vacca, politico, filosofo e storico italiano (Bari, n. 1939)
- Giuseppe Vacciano, politico italiano (Napoli, n. 1972)
- Giuseppe Valarioti, politico e attivista italiano (Rosarno, n. 1950 - Nicotera, † 1980)
- Giuseppe Valditara, politico e giurista italiano (Milano, n. 1961)
- Giuseppe Valentino, politico italiano (Reggio Calabria, n. 1865 - Reggio Calabria, † 1943)
- Giuseppe Vallone, politico italiano (Santo Stefano Quisquina, n. 1946)
- Giuseppe Valmarana, politico italiano (Vicenza, n. 1817 - Venezia, † 1893)
- Giuseppe Vassallo, politico italiano (Oneglia, n. 1920 - Vallecrosia, † 2012)
- Giuseppe Vedovato, politico italiano (Greci, n. 1912 - Roma, † 2012)
- Giuseppe Vegas, politico italiano (Milano, n. 1951)
- Giuseppe Ventimiglia, principe di Belmonte, politico italiano (Palermo, n. 1766 - Parigi, † 1814)
- Giuseppe Veronesi, politico e ingegnere italiano (Rovereto, n. 1910 - Rovereto, † 1985)
- Giuseppe Vicentini, politico e banchiere italiano (Gaibana, n. 1877 - Roma, † 1943)
- Giuseppe Viel, politico italiano (L'Hôpital, n. 1921 - † 1989)
- Giuseppe Vignola, politico e sindacalista italiano (Eboli, n. 1925 - Roma, † 2016)
- Giuseppe Vignolo, politico italiano (Novi Ligure, n. 1926)
- Giuseppe Visca, politico italiano (Acqui Terme, n. 1942)
- Giuseppe Vitagliano, politico italiano (Pietrabbondante, n. 1917)
- Giuseppe Vitale, politico italiano (Locri, n. 1923 - † 2013)
- Giuseppe Vitale, politico italiano (Caltagirone, n. 1935)

## Z(7)
- Giuseppe Zamberletti, politico italiano (Varese, n. 1933 - Varese, † 2019)
- Giuseppe Zampieri, politico italiano (Vicenza, n. 1893 - Vicenza, † 1976)
- Giuseppe Zappulla, politico e sindacalista italiano (Siracusa, n. 1957)
- Giuseppe Genoese Zerbi, politico italiano (Reggio Calabria, n. 1870 - Napoli, † 1930)
- Giuseppe Zuech, politico italiano (Pianezze, n. 1944)
- Giuseppe Zugaro De Matteis, politico italiano (Caporciano, n. 1902 - † 1988)
- Giuseppe Zurlo, politico e giornalista italiano (Ostuni, n. 1926 - Roma, † 2020)